# Bethalus egens
Bethalus egens är en kräftdjursart som först beskrevs av Gustav Budde-Lund 1904.  Bethalus egens ingår i släktet Bethalus och familjen Armadillidae. Inga underarter finns listade i Catalogue of Life.